# Бней-Єгуда (футбольний клуб)
«Бней-Єгуда» (івр. בני יהודה) — ізраїльський футбольний клуб із Тель-Авіва, заснований 1936 року. Виступає в ізраїльській Прем'єр-лізі.

## Досягнення
Чемпіонат Ізраїлю:
- Чемпіон (1): 1990

Кубок Ізраїлю:
- Володар кубка (4): 1968, 1981, 2017, 2019

Кубок Тото:
- Володар кубка (2): 1992, 1997

Суперкубок Ізраїлю:
- Володар суперкубка (1): 1990

## Виступи в єврокубках
| Сезон   | Змагання    | Раунд | Суперник          | Вдома | На виїзді | В сукупності |
| ------- | ----------- | ----- | ----------------- | ----- | --------- | ------------ |
| 2006–07 | Кубок УЄФА  | 2К    | Локомотив Софія   | 0–2   | 0–4       | 0–6          |
| 2009–10 | Ліга Європи | 1К    | Сімург            | 3–0   | 1–0       | 4–0          |
| 2009–10 | Ліга Європи | 2К    | Дінабург          | 4–0   | 1–0       | 5–0          |
| 2009–10 | Ліга Європи | 3К    | Пасуш-де-Феррейра | 1–0   | 1–0       | 2–0          |
| 2009–10 | Ліга Європи | ПО    | ПСВ               | 0–1   | 0–1       | 0–2          |
| 2010–11 | Ліга Європи | 1К    | Уліссес           | 1–0   | 0–0       | 1–0          |
| 2010–11 | Ліга Європи | 2К    | Шемрок Роверс     | 0–1   | 1–1       | 1–2          |
| 2011–12 | Ліга Європи | 2К    | Сан-Жулія         | 2–0   | 2–0       | 4–0          |
| 2011–12 | Ліга Європи | 3К    | Гельсінгборг      | 1–0   | 0–3       | 1–3          |
| 2012–13 | Ліга Європи | 2К    | Ширак             | 2–0   | 1–0       | 3–0          |
| 2012–13 | Ліга Європи | 3К    | ПАОК              | 0–2   | 1–4       | 1–6          |
| 2017–18 | Ліга Європи | 2К    | Тренчин           | 2–0   | 1–1       | 3–1          |
| 2017–18 | Ліга Європи | 3К    | Зеніт             | 0–2   | 1–0       | 1–2          |
| 2019–20 | Ліга Європи | 3К    | Нефтчі            | 2–1   | 2–2       | 4–3          |
| 2019–20 | Ліга Європи | ПО    | Мальме            | 0–1   | 0–3       | 0–4          |

Notes
- 1К: Перший кваліфікаційний раунд
- 2К: Другий кваліфікаційний раунд
- 3К: Третій кваліфікаційний раунд
- ПО: Плей-оф раунд